# Curtia obtusifolia
Curtia obtusifolia är en gentianaväxtart som först beskrevs av George Bentham och som fick sitt nu gällande namn av Emil Friedrich Knoblauch.
Curtia obtusifolia ingår i släktet Curtia och familjen gentianaväxter. Inga underarter finns listade i Catalogue of Life.